# Tu-114 (航空機)
Tu-114
Ту-114 «Россия»
Tu-114 «Rossiya» (Cleat)
- 用途：旅客機
- 製造者：ツポレフ設計局
- 運用者** アエロフロート
  - 日本航空
- 初飛行：1957年11月15日
- 生産数：31機
- 運用開始：1961年4月24日
- 退役：1975年
- 運用状況：退役

Tu-114（キリル文字：Ту-114）はツポレフ設計局によって開発され、ソビエト連邦で運用された長距離用ターボプロップ4発旅客機である。ソ連では「ロシア」（Россия、Rossiya）と呼ばれていたが、NATOコードネームは「クリート」（Cleat、滑り止めの意味）であった。

## 概要
元となった飛行機は1950年代よりソ連軍によって運用されていたTu-95爆撃機で、胴体直径を少し太くし、中翼配置だった主翼を低翼配置に変更する等の旅客機に合わせた設計変更を経て、まず政府要人の海外訪問専用機として試作1号機が製造された。試作1号機は1957年11月15日に初飛行し、試作機として各種試験に用いられるとともに、1959年6月のパリショーに飛来。1959年6月28日に副首相フロル・コズロフの訪米においてモスクワからニューヨークまで無着陸で飛行した。また当初の目的であったニキータ・フルシチョフ首相がアメリカをソ連の指導者として初めて公式訪問した際の特別機としても1959年9月15日に使用された。
試作1号機の試験結果も踏まえ、1958年から旅客機としての量産機製造が開始された。量産機は1960年10月3日に初飛行し、アエロフロートによる定期旅客便就航は1961年4月24日であった。当初はモスクワ - ハバロフスクなどのソビエト国内長距離路線に就航し、従来の機体では途中給油を必要としていた路線を無着陸で飛行することができた。量産機の定員は170名もしくは200名であった。量産機は1964年までに31機が完成した（試作1号機を合わせて32機）。
1963年からは友好国への国際線にも就航し、その中で特に長距離となるモスクワ - （ムルマンスクで途中給油） - ハバナ航路のために量産機から4機もしくは13機が燃料タンクを増設したTu-114D（дальний＝長距離の意）に改造された。Tu-114Dの定員は60名となった。
量産機及びTu-114Dはその後、インド・アフリカ・カナダ・日本などへの国際便も増やしたほかソビエト国内の長距離路線で活躍したが、1970年には金属疲労による機体ひび割れ拡大が見つかり、1973年ごろ旅客運航から引退した。
このTu-114からはTu-126早期警戒機が開発された。この機体には、新たに軍用の各種機材が積まれている。
また、Tu-114の開発当初において、開発が不調をきたした際の備えとして、既存のTu-95機体から2機が要人輸送用の旅客型に改造され1957年に完成した。機体構造は旅客用の窓が備えられた等のほかはTu-95のままであり、後のTu-114とは大きく異なるものの、この機体には当初Tu-114D（дипломатический＝外交の、の意）の呼称が付けられた。後にTu-116に改称されたこの機が、文献において長距離型のTu-114Dと混同されている例が見られる。Tu-114試作1号機の開発が順調だったため、Tu-116が政府要人の輸送に使われた機会は大変少なく、ソビエト空軍の高官輸送用に回されたがソビエト国外まで飛来することは少なかった。Tu-116は定員24名であった。

## 特徴

### 二重反転プロペラ

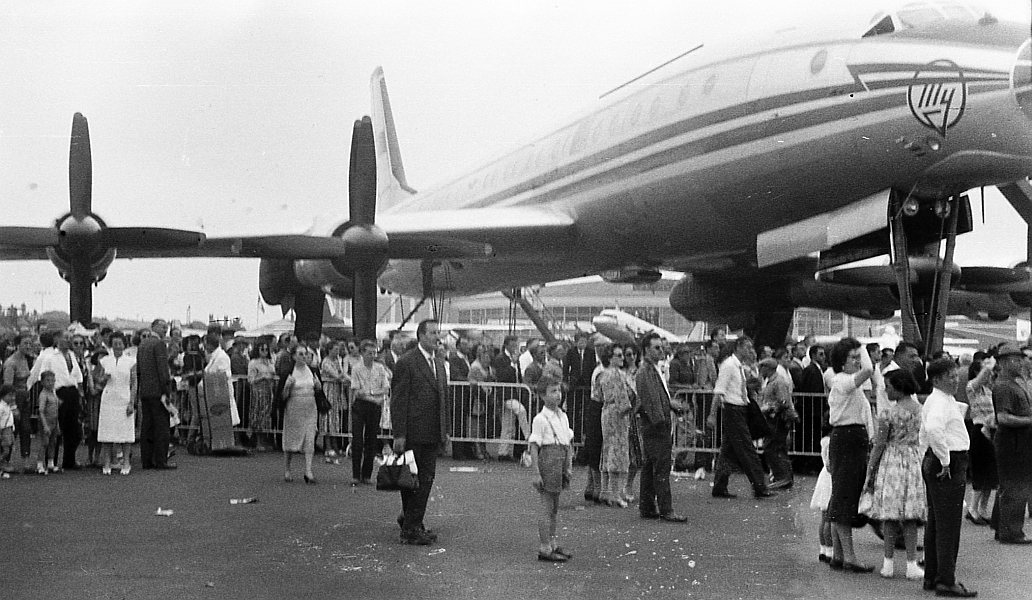
パリ航空ショーに展示されたTu-114

この飛行機の外見上の最も大きな特徴は4基の二重反転プロペラで、これによりジェット輸送機に匹敵する速度を生み出していた。また後退翼を装備するなど、ジェット機との共通点も多く見られ、定員も最大220人と、ダグラス DC-7型やロッキード・L1049コンステレーション型など当時の西側諸国で用いられていたレシプロエンジン・プロペラ機と比べても優位性があった。
ソ連でもTu-104型というジェット機が開発され、世界的に見ても大型の多発ジェット機開発が進行していた時代に、わざわざ複雑な二重反転プロペラ式ターボプロップエンジンを原型機のTu-95型が採用したのは、当時まだ燃料消費効率の良いターボファンエンジンが開発されておらず、既存のターボジェットエンジンを使用したのでは爆撃の目的地まで途中給油をせずに直行することが不可能だったからであり、この「戦略爆撃のための長い航続距離」という利点はそのまま長距離用輸送機であるTu-114型に引き継がれることになった。Tu-114型が就航したモスクワ - ハバロフスク便において無着陸飛行であったが、Tu-104型では途中2回の給油着陸を要した。ちなみに同じソ連製のAn-22型輸送機にはこのTu-114型のエンジンと同じものが搭載されている。

### 史上最大のプロペラ旅客機
この時代の西側で就航していた民間ジェット輸送機と比較し、Tu-114型はダグラス・エアクラフト社製のDC-8-61型が登場するまで最も多く乗客を運ぶことができる機体であった。また、最大航続距離の面ではDC-8-62型まで随一の性能を誇った。国際線ではモスクワ - ハバナ間(カナダ国内かムルマンスク空港で給油経由)などのいままでのソ連機では到底就航不可能であった長距離路線に使用された。季節や気象条件しだいでは載貨重量を制限し燃料タンク増設した特別装備ならば、モスクワ(シェレメーチエヴォ国際空港) - ハバナ間を無着陸で直行可能だったが実用的ではなく、定期便開設にあたっては前項で説明のTu-114D型で運用され、1964年東京オリンピック時にもハバロフスク - 東京間をピストン運航した。
しかしTu-114型は当時の飛行機としては大きすぎたため、民間空港では誘導路が通れなかったり、滑走路の端をうまく回り切れないことがあったりと制約があった。旅客搭乗部となる胴体に響く騒音や振動を軽減するため、Tu-95の中翼配置は低翼配置に設計変更されたが、エンジンの騒音そのものはジェット機に匹敵するほど大きかったうえ、二重反転プロペラのために独特な振動もあった。
また長大なプロペラブレードや構造の複雑な二重反転軸のため整備性の面でも難があった。冷戦下、ソ連の外交事情によって開発された長距離航路専用の旅客機や、共産圏国家向けに安価に販売された互換性のあるエンジンを搭載したアントノフなどの多目的機種とは異なり、就航航路が限定された機体である事からコストが嵩むため、アエロフロート以外の航空会社で運用されることはなかった（なお日本航空とのコードシェア運航が同機により行われた）。
華々しい活躍とその高性能とは裏腹に、1970年に深刻化する劣化問題以前から、構造強度不足由来から急速に進んだ金属疲労に機体胴体外板は就航中に細かい補修が繰り返されていた。フルシチョフ首相は1959年9月の訪米に際し、Tu-114型の機体振動の不安感からアンドレイ・ツポレフの子息を訪問団随行の運行技術スタッフに加えることで機体の安全性を保障させたという。
重大事故は1件記録されている。
1966年2月17日夜、シェレメーチエヴォ国際空港でコンゴ共和国ブラザヴィル行きアエロフロートSU065便、機体登録記号СССР-76491は離陸体勢に入った直後滑走路を逸脱し雪原で大破炎上、ソ連の通商貿易交渉団を含む乗客35名乗員13名中21人が死亡した。悪天候で除排雪が不十分な滑走路の状況が原因とされた。

### 「長い脚」

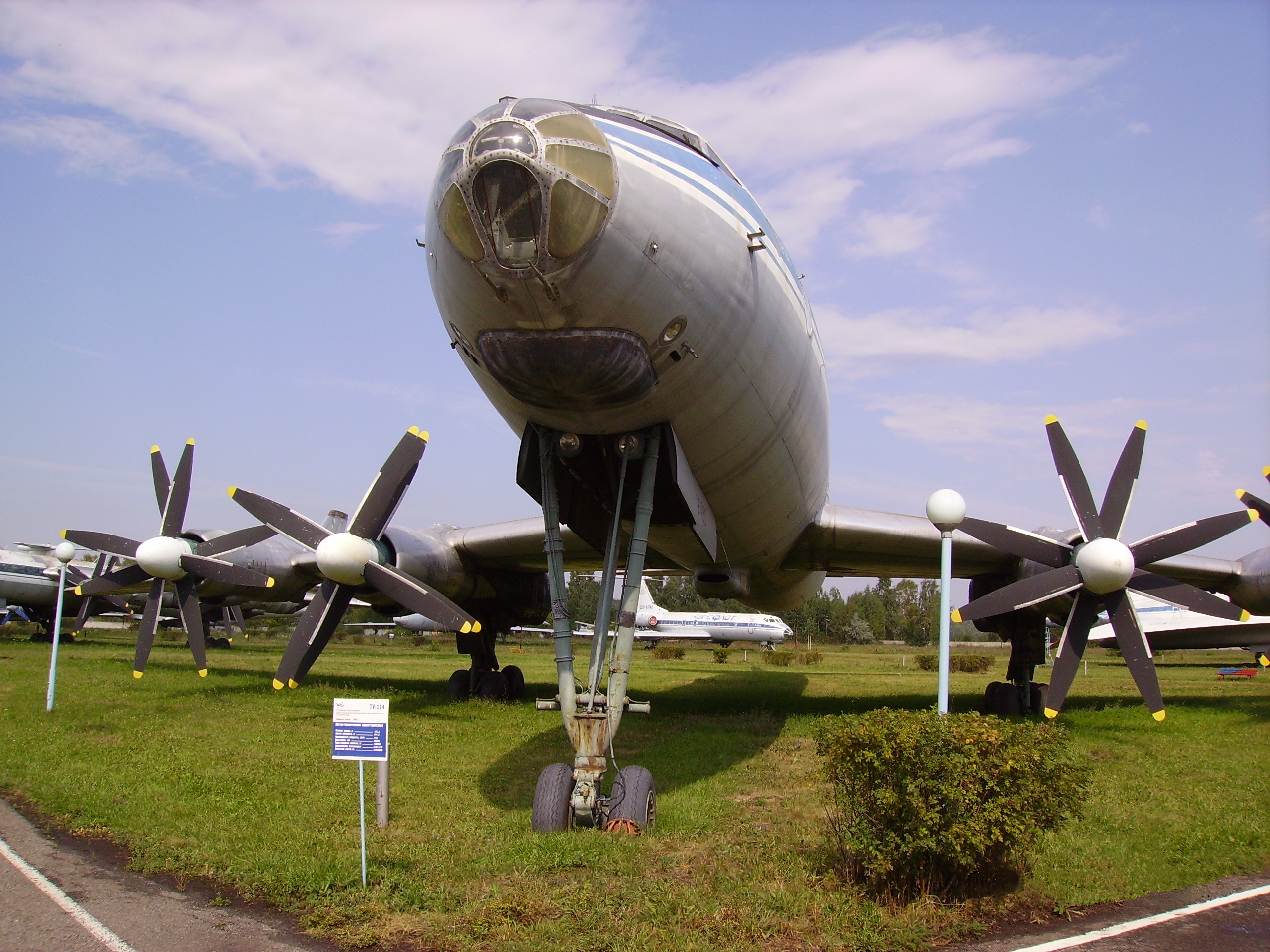
機首方向から撮影したTu-114。長い前脚がよく解るショット

中翼構造の軍用爆撃機Tu-95から輸送機・旅客機型へ再設計変更するにあたり胴体は下部の爆弾倉を省いた載荷容積を上部に拡張した太い胴体の低翼構造に改めた。大きな二重反転プロペラのクリアランスを稼ぐための主脚（メインギア）はTu-95から寸法をそのまま引継ぎ、前脚は延長化変更から「長い脚」となる。低翼構造で胴体は上下二段式の米国・西欧民間で一般的なレシプロ四発旅客機やマクダネル・ダグラスDC-8型機などより搭乗口とそのデッキは高く当機専用のタラップが必要になったりと運用には苦労する点も多かった。
もし専用のタラップが用意できない場合には、通常サイズのタラップ車を横付けしてから機体に備え付けてある脱着式の短いタラップを取り付けた。これにより搭乗する場合は、一度タラップ車の階段を上ってからさらにTu-114の簡易タラップを上るような形になった。これはモスクワ - 東京間などの西側諸国に就航する時や、ソ連の首脳陣の特別機として運航された際にも問題になった。
現在（1990年代以降）の貨物輸送機・旅客機の機首先端にはレーダーのアンテナを収納するレドームが取り付けられているが他のツポレフ機同様にTu-114の機首先端はガラス張りで航法支援装置が設置されていない地域へ飛行する事を考慮して目視航法を行う事を考慮しているためである。航空士(ナビゲーター)が天測で現在位置や進路確認に使われ、のちには機首下部に航法用の地形走査レーダーも搭載された。なお慣性航法装置は1967年就航のDC-8-62型などの長距離用機材から搭載された。

### 引退
Tu-114はTu-114Dを含め1958年から1965年にかけて製造されたが、金属疲労の機体老朽化から早期引退が図られ1975年にはIl-62の改良型であるIl-62Mが登場した事などにより置き換えられた。現在旅客型は全て引退している。ロシア各地に保存されている機体もある。

## 保存
ウリヤノフスク民間航空史博物館（ロシア連邦ウリヤノフスク州ウリヤノフスク）
モニノ空軍博物館（モスクワ郊外）

## 要目

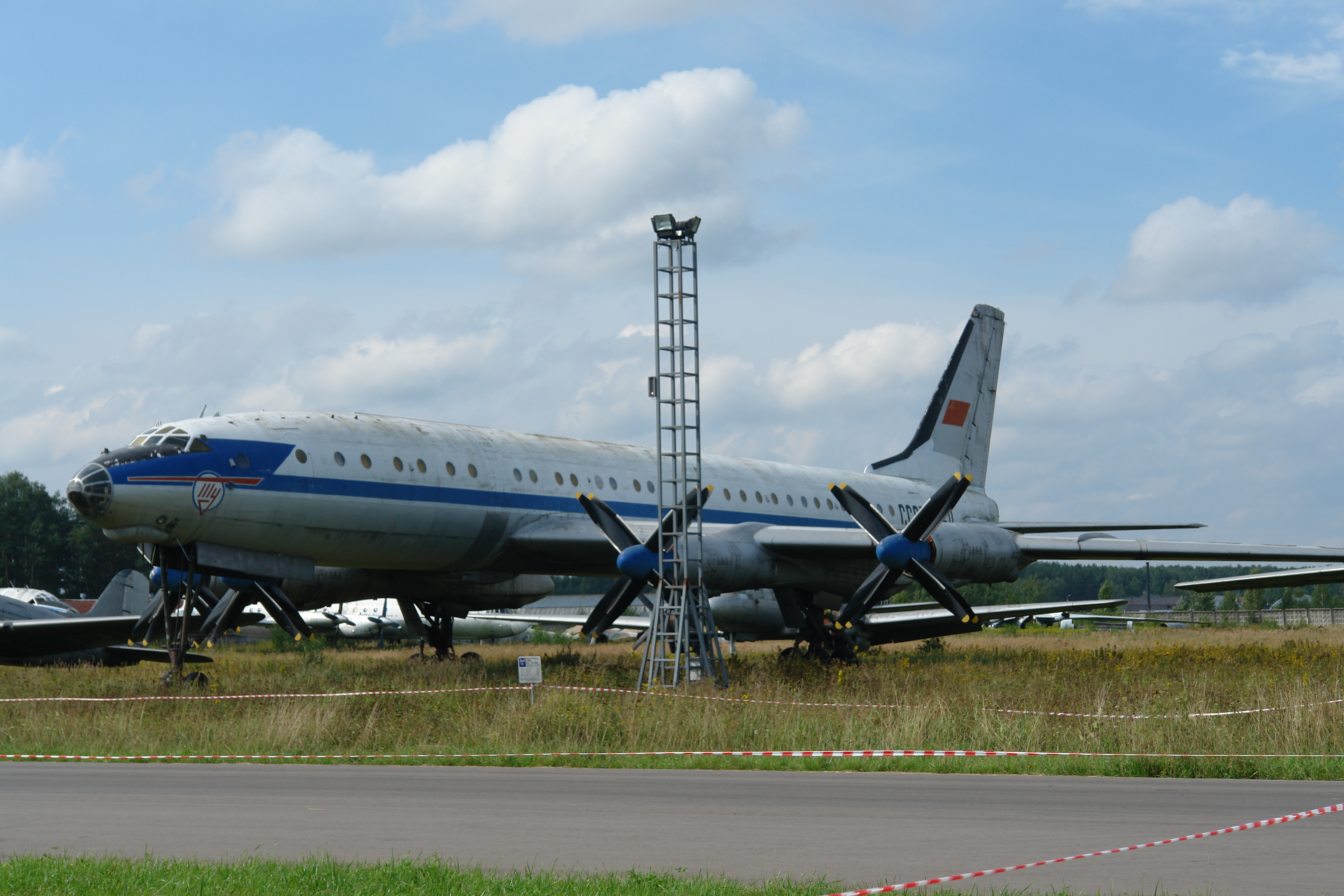
モニノ空軍博物館に展示されているTu-114

### Tu-114D
- 全長：54.10 m
- 翼巾：51.10 m
- 全高：15.50 m
- エンジン：クズネツォーフ NK-12MV ターボプロップエンジン×4
- 推力：14,496wps
- 乗員：5
- 座席数：120-220
- 最大離陸重量：171,000 kg
- 巡航速度：870 km/h
- 航続距離：8,950 km（定員60名に制限）

## 日本におけるTu-114

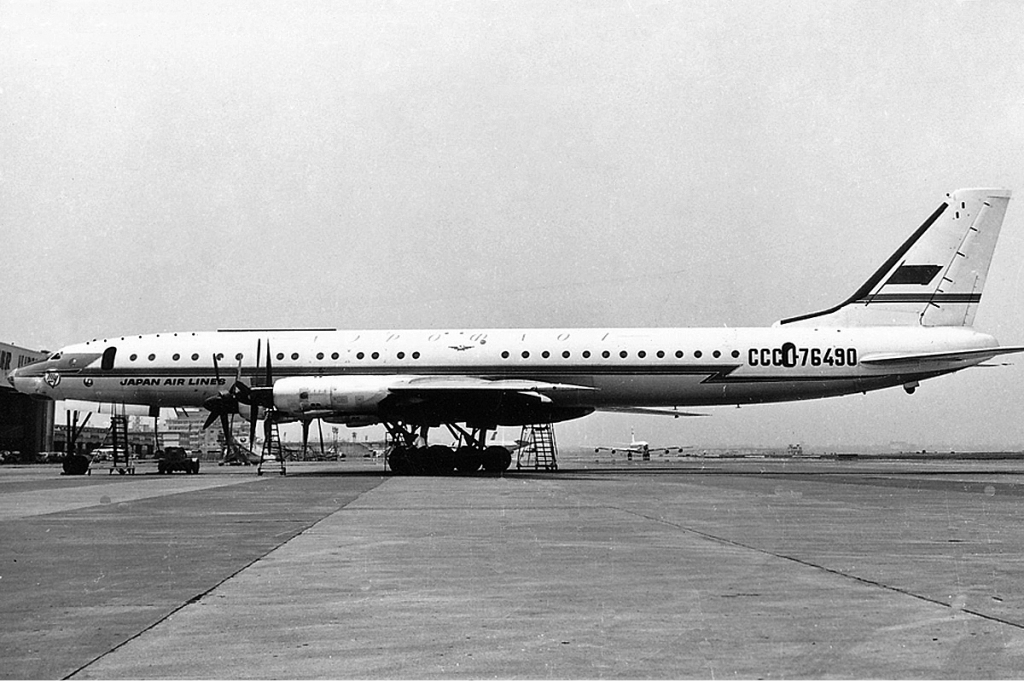
日本航空のロゴが入ったアエロフロートのTu-114

日ソ間の航空協定が締結され、両国間で民間定期便の運航が出来ることとなったことを受けて、アエロフロートは1967年4月17日にモスクワ - 東京間の定期旅客便の運航を開始した。初の日本発シベリア上空直行便であり、従来の北極回り航路より所要時間を大幅に短縮した。
これに使用されたのがTu-114であり、Il-62が就航する1969年6月3日までの間日本でもTu-114の姿を見ることができた。東京便に使用された機材は定員116名であった。また、これは日本航空とのジョイント・オペレーションであったため、機体前部に「JAPAN AIR LINES」のロゴと鶴丸のペイントがなされた。日本航空からも客室乗務員5名が乗務し、アエロフロートの客室乗務員5名、計10名の混成であった。パイロットは全てアエロフロートの乗員であった。
定期便の開設にあたって日本航空は、保有するDC-8-50系型機とアエロフロートの機材で相互乗り入れ運行前提で交渉を進めていたが、テクニカルランディングと非常時ダイバート出来る空港をソ連当局に要求したものの返答は否定的で、長距離型のDC-8-62の導入までの間は、アエロフロートのTu-114型機を使用する共同運航で妥協した。
前述の通り民間輸送機では破格なサイズで、1964年の東京オリンピックでは特別便を羽田空港に受け入れた実績はあったものの、定期便としての運用では特別扱いは出来ず、再度一部の誘導路など羽田空港の施設体制から運輸省と日本航空は疑念を抱き、アエロフロートなどへ質問状をしたためたが、回答は「交渉中に受け取った空港図面と資料から検証確認済みで問題無し」というものだった。共同運航前に行った実地試験飛行では着陸以降滞りなく進み、タラップはこれまでの乗り入れ地でのトラブル常態化を受けて、Tu-114型機には継ぎ足し用の簡易タラップを常に搭載しており、日本側の危惧をよそに問題なく乗り入れができた。

## Tu-114をもとにした計画機
- Tu-114のエンジンをターボファン6基にしたジェット旅客機型が計画されていた。主翼下にターボファン6基を取り付けるという計画であった。

## 登場作品

### 小説
『さらばモスクワ愚連隊』および『青年は荒野をめざす』
五木寛之著。主人公が冒頭で搭乗している。